# 臬玻穆的若望主教座堂

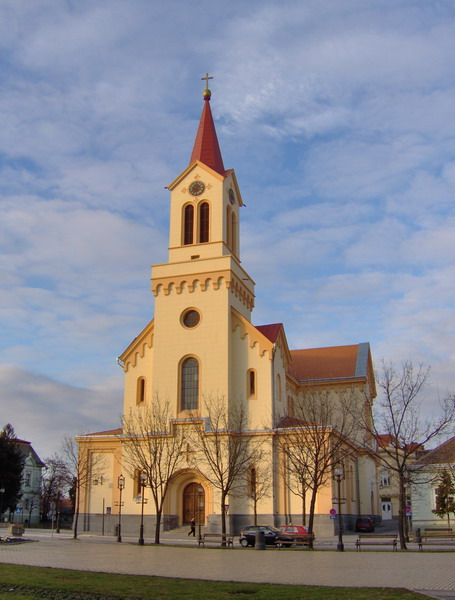
若望主教座堂

臬玻穆的若望主教座堂是位於塞爾維亞城市茲雷尼亞寧的一座羅馬天主教的主教座堂，也是天主教茲雷尼亞寧教區的主教座堂。教堂奉獻給臬玻穆的若望。

## 外部連結
- http://www.gcatholic.org/dioceses/diocese/zren0.htm （页面存档备份，存于） Diocese of Zrenjanin

45°22′51″N 20°23′26″E / 45.3808°N 20.3906°E